# Filmographie de Looney Tunes et Merrie Melodies (1960-1969)
 (mars 2025).
Voici la liste des courts métrages distribués par Warner Bros sous l'appellation Looney Tunes et Merrie Melodies de 1960 à 1969 soit un  total de 145 cartoons.

## Pas de Looney Tunes ni Merrie Melodies
Un cartoon nommé Norman Normal. Ce cartoon est en gras

### 1960
- 20 cartoons ont été produits[1].
- Les cartoons sont présents dans les coffrets annotés entre parenthèses.

1. Vil Coyote mord la poussière (Fastest with the Mostest)
2. Les Pesos de l'ouest (West of the Pesos) (LTGC)
3. Horse Hare
4. 750 000 000 d'années avant Jésus-Christ (Wild Wild World) (LTGC)
5. Une souris sans gêne (Goldimouse and the Three Cats) (LTGC)
6. Bugs ! (Person to Bunny) (LTSS)
7. La Croisière s'empeste (Who Scent You?) (LTSS)
8. Formule tragique (Hyde and Go Tweet)
9. Un lapin hors norme (Rabbit's Feat)
10. L'Apprenti Crockett (Crockett-Doodle-Do) (LTSS)
11. Une souris pour dîner (Mouse and Garden) (LTGC) / (LTPC)
12. À vos marques, prêts, partez (Ready, Woolen and Able)
13. Les souris en goguette (Mice Follies) (LTMC)
14. L'héritage pose un lapin (From Hare to Heir) (LTSS)
15. Pas de printemps pour Charlie (The Dixie Fryer)
16. Hopalong Cassismique (Hopalong Casualty)
17. Titi et Grosminet s'organisent pour le voyage (Trip for Tat)
18. Un caractère de chien (Dog Gone People) (LTSS)
19. La Note ivre (High Note) (LTPC)
20. Le Pirate de l'hyper-espace (Lighter Than Hare) (LTSS)

### 1961
- 19 cartoons ont été produits [2].
- Les cartoons sont présents dans les coffrets annotés entre parenthèses.

1. Pour une poignée de gruyère (Cannery Woe) (LTGC)
2. Qui va à la chasse (Zip 'N Snort)
3. L'Art de devenir champion (Hoppy Daze) (LTSS)
4. La Course au diamant (The Mouse on 57th Street)
5. Le Faucon est un vrai dur (Strangled Eggs) (LTSS)
6. La Leçon de chasse du chat (Birds of a Father) (LTSS)
7. Pieds et poings liés (D' Fightin' Ones)
8. Un lapin pour le yéti (The Abominable Snow Rabbit) (LTGC)
9. À toute berzingue (Lickety-Splat)
10. Le Parfum du mont Cervin (A Scent of the Matterhorn) (LTSS)
11. Bas les pattes, soldat (The Rebel Without Claws)
12. Guerre de voisinage (Compressed Hare)
13. Le Joueur de flûte de Guadalupe (The Pied Piper of Guadalupe) (LTGC) / (LTPC)
14. Prince Violent
15. Pas sortis de l'auberge (Daffy's Inn Trouble) (LTSS)
16. What's My Lion?
17. Bip-Bip toujours prêt (Beep Prepared) (LTPC)
18. La Fin du félin (The Last Hungry Cat) (LTGC) / (LTSS)
19. La Vie de Nelly (Nelly's Folly) (LTPC)

### 1962
- 17 cartoons ont été produits[3].
- Les cartoons sont présents dans les coffrets annotés entre parenthèses.

1. Attention barrage (Wet Hare)
2. Pas d'heure pour aller chasser (A Sheep in the Deep)
3. La Leçon de pêche (Fish and Slips) (LTSS)
4. Des larmes de crocodile (Quackodile Tears)
5. Deux corbeaux nigauds (Crows' Feat) (LTSS)
6. Nonchalanté contre-attaque (Mexican Boarders) (LTGC)
7. Adventures of the Road Runner
8. Lapin à la diable (Bill of Hare) (LTPC)
9. Les chemins du Haut Canyon (Zoom at the Top)
10. Un sacrée garnement (The Slick Chick)
11. Pépé visite le Louvre (Louvre Come Back to Me!) (LTSS)
12. Pleines d'argent (Honey's Money) (LTPC)
13. Titi à réaction (The Jet Cage)
14. Ma mère était un coq (Mother Was a Rooster)
15. Tout doit disparaître (Good Noose)
16. Un festin de roi (Shishkabugs)
17. Un petit monstre tombé du ciel (Martian Through Georgia) (LTGC)

### 1963
- 17 cartoons ont été produits[4].
- Les cartoons sont présents dans les coffrets annotés entre parenthèses.

1. I Was a Teenage Thumb
2. Que le diable m'emporte (Devil's Feud Cake)
3. Daffy en mauvaise compagnie (Fast Buck Duck)
4. Le Lapin à l'oseille (The Million Hare) (LTSS)
5. Mineto taureau (Mexican Cat Dance)
6. Écoutez attentivement ! (Now Hear This) (LTGC)
7. Le travail, c’est la santé (Woolen Under Where)
8. Un lapin dans le désert (Hare-Breadth Hurry)
9. Le Rock du poulailler (Banty Raids) (LTSS)
10. Philbert
11. Supplice épicé (Chili Weather) (LTGC)
12. Les Indescriptibles (The Unmentionnables)
13. Le canard, l'or et le rat (Aqua Duck)
14. Attention à la Mars ! (Mad as a Mars Hare) (LTSS) / (LTPC)
15. Une maison pour junior (Claws in the Lease) (LTSS)
16. Un appel de Transylvanie (Transylvania 6-5000) (LTGC)
17. Mon royaume pour un Bip Bip (To Beep or Not to Beep) (LTGC)

### 1964
- 13 cartoons ont été produits[5].
- Les cartoons sont présents dans les coffrets annotés entre parenthèses.

1. Sacrée patrouille (Dumb Patrol)
2. Un message pour Gracias (A Message to Gracias) (LTGC)
3. Bartholomew a une dent contre les roues (Bartholomew Versus the Wheel) (LTGC)
4. C'est grave, Docteur ? (Freudy Cat) (LTSS)
5. Le Coup du Lapin (Dr. Devil and Mr. Hare) (LTSS) / (LTPC)
6. Les Dents modernes (Nuts and Volts) (LTGC)
7. Le Défi de Daffy (The Iceman Ducketh) (LTSS)
8. La Guerre des nerfs (War and Pieces)
9. Tahiti et Grosminet (Hawaiian Aye Aye)
10. Le Club du lapin (False Hare) (LTSS)
11. Señorella et le prince charmant (Señorella and the Glass Huarache) (LTGC)
12. Fric-frac au Far West (Pancho's Hideaway) (LTGC)
13. Sur la route d'Andalay (Road To Andalay)

### 1965
- 21 cartoons ont été produits[6].
- Les cartoons sont présents dans les coffrets annotés entre parenthèses.

1. Zip Zip Hooray!
2. On a toujours besoin d'une petite souris chez soi (It's Nice to Have a Mouse Around the House) (LTMC)
3. Sylvestre, ça va être ta fête (Cats and Bruises)
4. Road Runner a Go-Go
5. La Course affolée (The Wild Chase) (LTGC)
6. Moby Duck
7. Viva Daffy (Assault and Peppered)
8. Well Worn Daffy
9. Le Canard canardé (Suppressed Duck) (LTSS)
10. Super mamie (Corn on the Cop) (LTSS)
11. Boulette russe (Rushing Roulette)
12. Ô rage, ô désespoir ! (Run, Run, Sweet Road Runner)
13. Tête-à-tête trouble (Tease for Two)
14. Du goudron et des plumes (Tired and Feathered)
15. Chasse au Bip-Bip, mode d'emploi (Boulder Wham!) (LTSS)
16. Tel épis qui croyait prendre (Chili Corn Corny)
17. Le vol du Coyote (Just Plane Beep)
18. Qui a peur de Vil Coyote (Hairied and Hurried) (LTSS)
19. En piste pour le twist (Go Go Amigo)
20. Le Coyote aux trousses (Highway Runnery) (LTSS)
21. Vil Coyote contre-attaque (Chaser on the Rocks) (LTSS)

### 1966
- 15 cartoons ont été produits[7].
- Les cartoons sont présents dans les coffrets annotés entre parenthèses.

1. Une cohabitation d'enfer (The Astroduck)
2. D'un air féroce (Shot and Bothered) (LTSS)
3. Encore et encore raté (Out and Out Rout) (LTSS)
4. Mucho Locos
5. Le Robot (The Solid Tin Coyote) (LTSS)
6. Mexican Mousepiece
7. Vive la vente par correspondance (Clippety Clobbered) (LTSS)
8. Daffy à votre service (Daffy Rents)
9. Ma sorcière mal-aimée (A-Haunting We Will Go) (LTGC) / (LTPC)
10. Snow Excuse
11. A Squeak in the Deep
12. Feather Finger
13. Swing Ding Amigo
14. Espionnage et bricolage (Sugar and Spies) (LTSS)
15. A Taste of Catnip

### 1967
- 10 cartoons ont été produits[8].
- Les cartoons sont présents dans les coffrets annotés entre parenthèses.

1. Daffy's Diner
2. Bienvenue au club (Quacker Tracker)
3. The Music Mice-Tro
4. Pour quelques fromages de plus (The Spy Swatter)
5. La Ville fantôme (Speedy Ghost to Town)
6. La Route vers le vedettariat (Rodent to Stardom)
7. Go Away Stowaway
8. Cool Cat
9. Merlin la souris magique (Merlin the Magic Mouse) (LTMC)
10. Cette fiesta, quel fiasco ! (Fiesta Fiasco)

### 1968
- 12 cartoons ont été produits[9].
- Les cartoons sont présents dans les coffrets annotés entre parenthèses.

1. Le chapeau magique (Hocus Pocus Powwow)
2. Norman Normal (LTGC)
3. Une course de fantôme (Big Game Haunt)
4. Skyscraper Caper
5. Hippydrome Tiger
6. Feud with a Dude
7. La Machine à remonter le temps ou Les Gladiateurs (See Ya Later Gladiator)
8. 3 Ring Wing-Ding
9. Duel aérien (Flying Circus)
10. Un singe rare (Chimp and Zee)
11. Bunny and Claude (We Rob Carrot Patches) (LTSS)

### 1969
- 6 cartoons ont été produits[10].
- Les cartoons sont présents dans les coffrets annotés entre parenthèses.

1. Le grand cambriolage du train de carottes (The Great Carrot Train Robbery) (LTSS)
2. Fistic Mystic
3. Pas de civet pour Renard (Rabbit Stew and Rabbits Too!)
4. À magicien, magicien et demi (Shamrock and Roll)
5. Bugged by a Bee
6. Injun Trouble

## Sigles des DVD et Blu-ray
- LTGC : Looney Tunes Golden Collection (Collection de DVD des cartoons Warner restaurés)
- PP 101 : Porky Pig 101 (Collection de 101 courts-métrages de Porky Pig restaurés en DVD)
- C 11 : Censored 11 (Collection de 11 courts-métrages restaurés en DVD)
- LTPC : Looney Tunes Platinum Collection (Collection de courts métrages restaurés en DVD et Blu-ray)
- LTMC : Looney Tunes Mouse Chronicles, The Chuck Jones Collection (Collection de courts-métrages restaurés et non restaurés de Chuck Jones en DVD et Blu-ray)
- LTSS : Looney Tunes Super Stars (Collection de courts-métrages restaurés en DVD)